# Éclusier-Vaux
Éclusier-Vaux is een gemeente in het Franse departement Somme (regio Hauts-de-France) en telt 86 inwoners (2009). De plaats maakt deel uit van het arrondissement Péronne.

## Geografie
De oppervlakte van Éclusier-Vaux bedraagt 6,2 km², de bevolkingsdichtheid is dus 13,9 inwoners per km².
De onderstaande kaart toont de ligging van Éclusier-Vaux met de belangrijkste infrastructuur en aangrenzende gemeenten.

## Demografie
Onderstaande figuur toont het verloop van het inwonertal (bron: INSEE-tellingen).